# Atletica leggera ai XII Giochi panafricani - Salto in lungo maschile
La specialità del salto in lungo maschile ai XII Giochi panafricani si è svolta il 28 e il 30 agosto 2019 a Rabat, in Marocco.
La competizione è stata vinta dall'algerino Yasser Triki, che ha preceduto il marocchino Marouane Kacimi (argento) e il beninese Romeo N'tia (bronzo).

## Programma
| Data           | Ora | Evento         |
| -------------- | --- | -------------- |
| 28 agosto 2019 |     | Qualificazione |
| 30 agosto 2019 |     | Finale         |

## Podio
| Oro     | Yasser Triki Algeria    |
| Argento | Marouane Kacimi Marocco |
| Bronzo  | Romeo N'tia Benin       |

## Resiultati

### Qualificazione
Si qualificano alla finale gli atleti che raggiungono la misura di 7,70 metri (Q) o i migliori 12 classificati (q).
| Class | Gruppo | Atleta                      | Nazione             | #1     | #2   | #3    | Risultato | Note |
| ----- | ------ | --------------------------- | ------------------- | ------ | ---- | ----- | --------- | ---- |
| 1     | A      | Archel Evrard Biniakounou   | Rep. del Congo      | x      | 7.95 |       | 7.95      | Q,   |
| 2     | A      | Mohammed Abubakar           | Ghana               | 7.35   | x    | 7.71  | 7.71      | Q    |
| 3     | B      | Jeff Hammond                | Ghana               | 7.66 w | 7.65 | 7.63  | 7.66 w    | q    |
| 4     | A      | Omod Okugn                  | Etiopia             | 7.63   | x    | 5.81  | 7.63      | q    |
| 5     | A      | Marouane Kacimi             | Marocco             | 7.58   | 7.61 | x     | 7.61      | q    |
| 6     | B      | Isaac Kirwa Yego            | Kenya               | 7.44   | 7.46 | 7.59  | 7.59      | q    |
| 7     | B      | Chenault Lionel Coetzee     | Namibia             | 7.11   | 7.35 | 7.59  | 7.59      | q    |
| 8     | A      | Yasser Triki                | Algeria             | 7.55   | x    | x     | 7.55      | q    |
| 9     | A      | Romeo N'tia                 | Benin               | 7.54   | 7.33 | x     | 7.54      | q    |
| 10    | A      | Basem Mohamed Yehia Mohamed | Egitto              | 6.99   | 7.48 | 6.93  | 7.48      | q    |
| 11    | B      | Raymond Nkwemy Tchomfa      | Camerun             | 7.35   | 7.25 | 7.20  | 7.35      | q    |
| 12    | A      | Appolinaire Yinra           | Camerun             | 7.00   | 7.28 | x     | 7.28      | q    |
| 13    | B      | Lazare Simklina             | Togo                | 7.16   | 7.02 | 7.02w | 7.16      |      |
| 14    | A      | Bethwel Lagat               | Kenya               | x      | x    | 7.10  | 7.10      |      |
| 15    | A      | Marcel Mayack               | Camerun             | 6.89   | 6.94 | –     | 6.94      |      |
| 16    | B      | Beneni Ambese               | Etiopia             | x      | x    | 6.92  | 6.92      |      |
| 17    | B      | Jonathan Drack              | Mauritius           | x      | 6.71 | 6.68  | 6.71      |      |
| 18    | A      | Ndong Gregorio              | Guinea Equatoriale  | 6.12   | 4.92 | 5.77  | 6.12      |      |
| nm    | B      | Mouhcine Khoua              | Marocco             | x      | x    | x     | nm        |      |
| dns   | B      | Yahya Berrabah              | Marocco             |        |      |       | dns       |      |
| dns   | B      | Dúdú Cruz                   | São Tomé e Príncipe |        |      |       | dns       |      |

### Finale
| Class   | Nome                        | Nazione        | #1   | #2    | #3     | #4   | #5   | #6   | Risultati | Note |
| ------- | --------------------------- | -------------- | ---- | ----- | ------ | ---- | ---- | ---- | --------- | ---- |
| Oro     | Yasser Triki                | Algeria        | x    | x     | 7.75   | 8.01 | x    | x    | 8.01      |      |
| Argento | Marouane Kacimi             | Marocco        | 7.47 | 7.71  | 7.79 w | 5.76 | x    | x    | 7.79 w    |      |
| Bronzo  | Romeo N'tia                 | Benin          | 7.72 | 7.72  | 7.59   | x    | x    | 5.50 | 7.72      |      |
| 4       | Archel Evrard Biniakounou   | Rep. del Congo | x    | 7.60  | x      | 7.31 | 7.56 | 7.71 | 7.71      |      |
| 5       | Isaac Kirwa Yego            | Kenya          | 7.44 | 7.39  | 7.58   | 7.55 | 7.68 | 7.46 | 7.68      |      |
| 6       | Raymond Nkwemy Tchomfa      | Camerun        | 7.59 | 7.15  | 7.52   | 7.52 | 7.39 | 7.67 | 7.67      |      |
| 7       | Omod Okugn                  | Etiopia        | x    | 7.52w | 7.56   | 7.38 | 7.55 | x    | 7.56      |      |
| 8       | Mohammed Abubakar           | Ghana          | x    | 7.44  | x      | x    | 7.49 | x    | 7.49      |      |
| 9       | Basem Mohamed Yehia Mohamed | Egitto         | 7.26 | 7.33  | x      |      |      |      | 7.33      |      |
| 10      | Jeff Hammond                | Ghana          | x    | 6.94  | 7.27   |      |      |      | 7.27      |      |
| 11      | Chenault Lionel Coetzee     | Namibia        | 7.21 | 7.14  | 7.20   |      |      |      | 7.21      |      |
| 12      | Appolinaire Yinra           | Camerun        | 6.81 | 7.02  | –      |      |      |      | 7.02      |      |